# تور دو فرانس فم

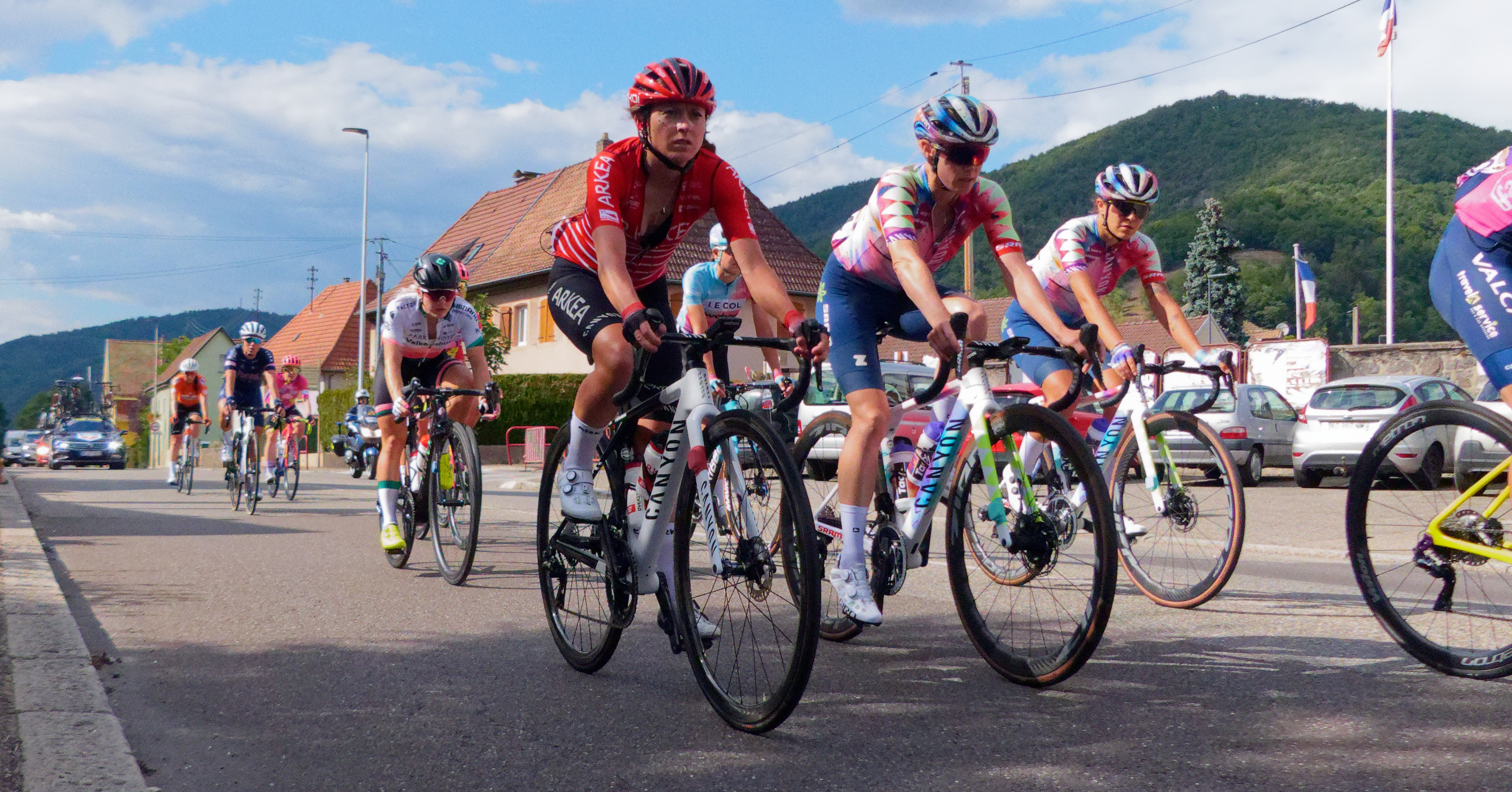
نمایی از مسابقهٔ تور دو فرانس فم در سال ۲۰۲۲

تور دو فرانس فم (یعنی تور دو فرانس بانوان، تلفظ فرانسوی: [tuʁ də fʁɑ̃s fam]) یک مسابقهٔ سالانهٔ دوچرخه‌سواری جاده ویژهٔ بانوان در فرانسه است. این مسابقه توسط سازمان ورزشی آموری (ASO) که تور دو فرانس را نیز اجرا می‌کند، برگزار می‌شود. این بخشی از تور جهانی زنان UCI است.
برخی از تیم‌ها و رسانه‌ها، چون تور دو فرانس فم یکی از بزرگترین رویدادهای تقویم زنان است، از آن به‌عنوان یک گرند تور یاد کرده‌اند. با این حال، این مسابقه با تعریف فدراسیون جهانی دوچرخه‌سواری از چنین رویدادی مطابقت ندارد.
به‌جز یک رویداد خاص در سال ۱۹۵۵، مسابقه‌ای مشابه تور دو فرانس بانوان کنونی با نام‌های گوناگون بین سال‌های ۱۹۸۴ و ۲۰۰۹ برگزار می‌شد. در طول آن سال‌ها، این مسابقات با مشکلات مالی، پوشش رسانه‌ای محدود، تبعیض جنسیتی و مسائل مربوط به علائم تجاری با سازمان‌دهندگان تور دو فرانس روبرو بودند. به دنبال انتقادهای فراوان، یک مسابقه یک/دو روزه (La Course by Le Tour de France) بین سال‌های ۲۰۱۴ تا ۲۰۲۱ و اولین دوره تور دو فرانس فم، در سال ۲۰۲۲ برگزار شد.
این مسابقه در ماه ژوئیه و در هفتهٔ بعد از تور مردان برگزار می‌شود و نسخه‌های ۲۰۲۲ و ۲۰۲۳ مسابقه، دارای هشت مرحله بوده‌است.